# Logania perryana
Logania perryana är en tvåhjärtbladig växtart som beskrevs av B.J. Conn. Logania perryana ingår i släktet Logania och familjen Loganiaceae. Inga underarter finns listade i Catalogue of Life.